# Myśmy rebelianci
Myśmy rebelianci. Piosenki żołnierzy wyklętych – studyjny album grupy De Press wydany przez Agencję Artystyczną MTJ 8 października 2009 r. Album zawiera piosenki niepodległościowego podziemia z lat 1944–1953 w nowej aranżacji, z  rockową muzyką autorstwa zespołu. Muzykę dodano też do wierszy Czerwona zaraza Józefa Szczepańskiego i Wilki Zbigniewa Herberta, czyniąc z nich piosenki. Do płyty CD dołączony jest śpiewnik zawierający teksty wraz z komentarzami.
Album dotarł do 28 miejsca polskiej listy przebojów – OLiS.

## Lista utworów
1. „Prolog – Czerwona zaraza”
2. „Piosenki ludzi bez domu”
3. „Myśmy rebelianci”
4. „Marsz oddziału Zapory”
5. „Trudny czas”
6. „Wicher od Turbacza”
7. „Wiernie iść”
8. „Przełamać los”
9. „Patrol”
10. „Bij bolszewika”
11. „Las Makoszki”
12. „Szesnastka”
13. „Niech się pani pomodli”
14. „Epilog – Wilki”
15. „Bij bolszewika II”